# Magic Slim
Morris Holt, känd som Magic Slim, född den 7 augusti 1937 i Yalobusha County, Mississippi, död den 21 februari 2013 i Philadelphia, Pennsylvania, var en amerikansk bluesgitarrist och -sångare. Hans band kallades "The Teardrops" och bestod av bland andra hans bror Nick Holt på bas.
Magic Slim valdes in i Blues Hall of Fame 2017.

## Diskografi

### Singlar
- 1966 Love My Baby / Scuffling (Ja-Wes 0105)
- 1966 I Got A Feeling (A) (vocal) / I Got A Feeling (B) (instrumental) (Ja-Wes 3001)
- 1975 Wonder Why / Teardrop (Mean Mistreater MM 1125)

### EP
- 1981 Three Thunderin' Tracks (Rooster EP R707)

### Album
- 1977 Magic Slim: Born on a bad sign (MCM 900.298)
- 1978 Magic Slim Vol. 2   Let Me Love You (MCM 900.304)
- 1978 Highway is my home (Black & Blue 33.525) Live från Chicago Blues Festival 1978.
- 1978 Live 'n Blue (Candy Apple CA 0401) Live från The Zoo Bar, Lincoln, Nebraska.
- 1980 In The Heart Of The Blues (Isabel 900.505)
- 1981 Doing Fine (Isabel 900.511)
- 1981 Grand Slam - Essential Boogie (Rooster R-2618)
- 1982 Raw Magic (Alligator AL 4728)
- 1983 T.V. Dinner Blues (Blue Dog BDR 001) Live från The Zoo Bar.
- 1984 Blues From The Zoo Bar (Blue Dog BDR 002) Live från The Zoo Bar. Soundtrack från TV-serien "Blues from the Zoo Bar".
- 1986 Chicago Blues Session Vol. 3: Magic Slim & The Teardrops (Wolf LP 120.849)
- 1989 Chicago Blues Session   Vol. 10: Magic Slim and Nick Holt and The Teardrops (Wolf LP 120.856)
- 1990 Gravel Road (Blind Pig BP 3690)
- 1991 Chicago Blues Session   Vol. 24: : Magic Blues - The Blues of the Magic Man (Wolf CD 120.870)
- 1995 Chicago Blues Session   Vol. 36: Alone & Unplugged (Wolf CD 120.882)
- 199? Don't Tell Me About Your Troubles (Wolf CD 120.301)  Inspelad på 1980-talet på The Zoo Bar.
- 1995 Teardrop (Wolf CD 120.303)  Inspelad på 1980-talet på The Zoo Bar.
- 1996 Scufflin (Blind Pig BPCD5036)
- 1998 See What You're Doin' To Me (Wolf CD 120.302) Inspelad på 1980-talet på The Zoo Bar.
- 1998 Spider In My Stew (Wolf CD 120.304) Inspelad på 1980-talet på The Zoo Bar.
- 1998 Highway Is My Home (Wolf CD 120.305) Inspelad på 1980-talet på The Zoo Bar.
- 1998 Black Tornado (Blind Pig BPCD5046)
- 2000 Chicago Blues Session   Vol. 49: 44 Blues (Wolf CD 120.895)
- 2000 Snakebite (Blind Pig BPCD 5060)
- 2000 Live on the Road (Wolf CD 120.864) Live från Wien.
- 2002 Blue Magic (Blind Pig BPCD 5076)
- 2002 Anything Can Happen (Blind Pig BPCD 5098) Live från Sierra Nevada Brewery.
- 2006 Tin Pan Alley (Wolf CD 120.809) Samlingsalbum.
- 2007 The Essential Magic Slim (Blind Pig BPCD 8009) Samlingsalbum.
- 2008 Midnight Blues (Blind Pig BPCD 5125)
- 2009 Rough Dried Woman (Wolf CD 120.820) Samlingsalbum 1986-1992.
- 2010 Raising The Bar (Blind Pig BPCD 5136)
- 2012 Bad Boy (Blind Pig BPCD 5147)